# Jean-Pierre Aubin
Jean-Pierre Aubin (Abidjan, Costa do Marfim, 19 de fevereiro de 1939) é um matemático francês.
Obteve um doutorado em 1967 na Universidade de Paris, orientado por Jacques-Louis Lions e Jean-Pierre Kahane.

## Obras
- Applied Viability Theory. Regulation of Viable and Optimal Evolutions, Springer-Verlag
- Mutational and morphological analysis: tools for shape regulation and morphogenesis, Birkhäuser 2000
- Dynamic economic theory: a viability approach, Springer-Verlag 1997
- Neural networks and qualitative physics: a viability approach, Cambridge University Press 1996
- Viability theory, Birkhäuser 1991, Review durch Berkovitz, Bulletin AMS 1994
- com Hélène Frankowska: Set-valued analysis, Birkhäuser 1990
- com Arrigo Cellina: Differential inclusions, Springer-Verlag, Grundlehren der mathematischen Wissenschaften 1984
- com Ivar Ekeland: Applied nonlinear analysis, Wiley-Interscience 1984
- Mathematical methods of game and economic theory, North-Holland (Studies in Mathematics and its applications Bd.7), 1979, 1982
- Approximation of elliptic boundary-value problems, Wiley-Interscience 1972
- Applied functional analysis, Wiley Interscience. 1979, 2. Auflage 2000
- Optima and equilibria, Springer-Verlag, 1993, 1998
- Initiation à l'analyse appliquée, Masson 1994
- Exercices d'analyse non linéaire, Masson 1987
- Explicit methods of optimization, Dunod, 1985
- Applied abstract analysis, Wiley-Interscience 1977
- La mort du devin, l'émergence du démiurge. Essai sur la contingence et la viabilité des systèmes, Beauchesne